# Johnny McElhone
Johnny McElhone (Glasgow, 21 de Abril de 1963) é um músico e compositor, mais conhecido como baixista da banda escocesa Texas, da qual foi co-fundador, em 1986.

## Biografia
Filho de dois conhecidos políticos do Partido Trabalhista Escocês, Frank e Helen McElhone, Johnny McElhone, nasceu em Abril de 1963. 
Entre 1981 e 1983, faz parte da banda liderada por Clare Grogan, Altered Images, alcançando relativo sucesso no Reino Unido, nomeadamente com o tema "Happy Birthday" (1981).
Em 1984 forma com Grahame Skinner, a banda Hipsway, que deixa em 1986, e forma com Sharleen Spiteri os Texas.
Actualmente é baixista dos Texas e co-compositor da banda, com Spiteri.

### Carreira musical
- 1980 - 1983- Altered Images, Baixista / Guitarrista.
- 1984 - 1986- Hipsway, Baixista.
- 1986 - actualmente- Texas, Baixista.